# Garniga Terme
Garniga Terme es un pueblo italiano de la región de Trentino-Alto Adigio, provincia de Trento, con alrededor de 384 habitantes. Se extiende sobre una área de 13 km², teniendo una densidad de población de 30 hab/km². Hace frontera con Trento, Cimone, Aldeno.

## Evolución demográfica
| Gráfica de evolución demográfica de Garniga Terme entre 1861 y 2001 |
|                                                                     |
| Fuente ISTAT - elaboración gráfica de Wikipedia                     |

- Datos: Q288262
- Multimedia: Garniga Terme / Q288262

1. ↑  Worldpostalcodes.org, código postal n.º 38060.
2. ↑  «Codici Catastali». Comuni-italiani.it (en italiano). Consultado el 29 de abril de 2017.